# Oosterzee-Buren
Oosterzee-Buren – wieś w Holandii w prowincji Fryzja, sąsiaduje z miejscowością o podobnej wielkości Oosterzee. W miejscowości jest pałac wzmiankowany w 1651 roku oraz kościół protestancki z dzwonem z XV wieku.  